# Káposztásmegyer
Káposztásmegyer ([ˈkaːpostaːʃmɛɟɛɾ]) est un quartier situé dans le 4e arrondissement de Budapest. 